# TFF 1. Lig 2015-2016
La TFF 1. Lig 2015-2016 è la 15ª edizione della TFF 1. Lig, la seconda serie del campionato turco di calcio. Il campionato è iniziato il 23 agosto 2015 e si è chiuso il 22 maggio 2016.

## Formula
Le 19 squadre si affrontano in un girone di andata e ritorno per un totale di 34 partite.
Le prime due classificate verranno promosse in Süper Lig.
Le ultime tre sono retrocesse in TFF 2. Lig, la serie C turca.

## Squadre partecipanti

### Squadre 2015-2016
Di seguito le squadre che partecipano alla stagione 2015-2016:
| Club             | Città      | Stadio                     | Stagione 2014-2015                  |
| ---------------- | ---------- | -------------------------- | ----------------------------------- |
| 1461 Trabzon     | Trebisonda | Stadio Akçaabat Fatih      | vincitore dei playoff di TFF 2. Lig |
| Adana Demirspor  | Adana      | Adana 5 Ocak Stadium       | 4 posto                             |
| Adanaspor        | Adana      | Adana 5 Ocak Stadium       | 14 posto                            |
| Alanyaspor       | Alanya     | Stadio Bahçeşehir Okulları | 3 posto                             |
| Altınordu        | Smirne     | DYO Alsancak Stadyumu      | 7 posto                             |
| Balıkesirspor    | Balıkesir  | Stadio Atatürk             | 18 posto Süper Lig                  |
| Boluspor         | Bolu       | Bolu Atatürk Stadyumu      | 10 posto                            |
| Denizlispor      | Denizli    | Stadio Atatürk di Denizli  | 15 posto                            |
| Elazığspor       | Elâzığ     | Stadio Atatürk             | 12 posto                            |
| Gaziantep        | Gaziantep  | Kamil Ocak Stadyumu        | 13 posto                            |
| Giresunspor      | Giresun    | Stadio Cotanak             | 11 posto                            |
| Göztepe          | Smirne     | Stadio Gürsel Aksel        | 1 posto TFF 2. Lig                  |
| Karabükspor      | Karabük    | Stadio Necmettin Şeyhoğlu  | 16 posto Süper Lig                  |
| Karşıyaka        | Smirne     | İzmir Alsancak Stadium     | 9 posto                             |
| K. Erciyesspor   | Kayseri    | Stadio Kadir Has           | 17 posto Süper Lig                  |
| Samsunspor       | Samsun     | Samsun 19 Mayıs            | 6 posto                             |
| Şanlıurfaspor    | Şanlıurfa  | Sanliurfa Stadyumu         | 8 posto                             |
| Yeni Malatyaspor | Malatya    | Stadio nuovo di Malatya    | 1 posto TFF 2. Lig                  |

## Classifica
|  | Pos. | Squadra          | Pt | G  | V  | N  | P  | GF | GS | DR  |
|  | ---- | ---------------- | -- | -- | -- | -- | -- | -- | -- | --- |
|  | 1.   | Adanaspor        | 65 | 34 | 20 | 5  | 9  | 53 | 36 | +17 |
|  | 2.   | Karabükspor      | 62 | 34 | 17 | 11 | 6  | 41 | 27 | +14 |
|  | 3.   | Alanyaspor       | 61 | 34 | 17 | 10 | 7  | 60 | 38 | +22 |
|  | 4.   | Adana Demirspor  | 54 | 34 | 15 | 9  | 10 | 53 | 40 | +13 |
|  | 5.   | Elazığspor       | 52 | 34 | 13 | 13 | 8  | 45 | 38 | +7  |
|  | 6.   | Balıkesirspor    | 52 | 34 | 13 | 13 | 8  | 40 | 29 | +11 |
|  | 7.   | Giresunspor      | 51 | 34 | 14 | 9  | 11 | 49 | 40 | +9  |
|  | 8.   | Gaziantep        | 48 | 34 | 11 | 15 | 8  | 38 | 33 | +5  |
|  | 9.   | Samsunspor (-3)  | 44 | 34 | 13 | 8  | 13 | 45 | 39 | +6  |
|  | 10.  | Altınordu        | 44 | 34 | 11 | 11 | 12 | 39 | 43 | -4  |
|  | 11.  | Yeni Malatyaspor | 43 | 34 | 12 | 7  | 15 | 35 | 41 | -6  |
|  | 12.  | Boluspor         | 42 | 34 | 10 | 12 | 12 | 36 | 46 | -10 |
|  | 13.  | Göztepe          | 38 | 34 | 9  | 11 | 14 | 38 | 40 | -2  |
|  | 14.  | Şanlıurfaspor    | 38 | 34 | 10 | 8  | 16 | 34 | 45 | -11 |
|  | 15.  | Denizlispor (-3) | 36 | 34 | 10 | 9  | 15 | 41 | 52 | -11 |
|  | 16.  | 1461 Trabzon     | 34 | 34 | 9  | 7  | 18 | 32 | 53 | -21 |
|  | 17.  | K. Erciyesspor   | 33 | 34 | 8  | 9  | 17 | 35 | 54 | -19 |
|  | 18.  | Karşıyaka        | 27 | 34 | 6  | 9  | 19 | 33 | 53 | -20 |

Legenda:

      Promosse in Süper Lig 2015-2016
 Ammessa ai Play-off
      Retrocessa in TFF 2. Lig 2015-2016

Regolamento:
Tre punti a vittoria, uno a pareggio, zero a sconfitta.

Note:
Il Samsunspor ha scontato 3 punti di penalizzazione.
Il Denizlispor ha scontato 3 punti di penalizzazione.

## Verdetti

### Promosse in Super Lig
- Adanaspor
- Karabükspor
- Alanyaspor

### Retrocesse in TFF 2.lig
- 1461 Trabzon
- K. Erciyesspor
- Karşıyaka